# Undecime
Een undecime (van Latijn: undecimus, de elfde) is in de muziektheorie het interval in een diatonische toonladder tussen een eerste toon en de daarboven liggende elfde. Een undecime omvat tien toonafstanden, en is een samengesteld interval opgebouwd uit een kwart plus een rein octaaf. Het interval tussen bijvoorbeeld de tonen c en f' is dus een undecime. Men zegt dat de f' een undecime boven de c ligt. Ook wordt de tweeklank die bestaat uit twee tonen die een undecime uit elkaar liggen, als undecime aangeduid. De tweeklank c-f' is een undecime, of de tonen c en f' vormen een undecime.

## Varianten
De meest voorkomende undecimen zijn de reine undecime, de verminderde undecime en de overmatige undecime.

### Reine undecime
De reine undecime is nauw verwant met de reine kwart. In de reeks natuurtonen is de reine undecime een interval met de frequentieverhouding 8:3, dus het octaaf van de reine kwart, opgebouwd uit een reine kwart plus een rein octaaf. Hiervan afgeleid wordt elke undecime rein genoemd met een toonafstand van een reine kwart plus een rein octaaf. Een reine undecime wordt wel aangeduid als P11.
- Voorbeeld: het interval tussen c' en f" is een reine undecime

### Verminderde undecime
Als de kwart in een undecime verminderd is, heet ook de undecime verminderd.
- Voorbeeld: de afstand tussen c'–fes" is een verminderde undecime

### Overmatige undecime
Als de kwart in een undecime overmatig is, heet ook de undecime overmatig.
- Voorbeeld: de afstand tussen c'–fis" is een overmatige undecime.

## Undecime in de jazz
In jazzmuziek wordt de undecime in akkoordsymbolen aangeduid met het cijfer '11'. De opbouw van een jazzakkoord ontstaat uit opeenstapeling van tertsen volgens de reeks (3,5,) 7 (septiem), 9 (none), 11 (undecime), 13 (tredecime). De 3 en 5 worden doorgaans niet apart genoteerd. De hogere toevoegingen 9,11 en 13 zijn doorgaans tonen in de lead (melodie) van een stuk. Het zijn meestal de hoogste tonen van het akkoord, al komen andere liggingen ook voor.
- Voorbeeld 1: C7/9/+11: C,E,G,Bes,D,Fis
- Voorbeeld 2: Cm7/9/11: C,Es,G,Bes,D,F